# Ярковский сельсовет (Новосибирский район)
Ярковский сельсовет — в Новосибирском районе Новосибирской области.
Административный центр — село Ярково.

## Географическое положение
Территория поселения общей площадью 28 415 га расположена в юго-восточной части Новосибирской области на расстоянии 35 км от областного центра — Новосибирска, в 35 км от районного центра и в 30 км от ближайшей железнодорожной станции г. Новосибирска. Протяженность поселения с севера на юг составляет 23 км и с запада на восток 35 км.
По почвенному районированию территории хозяйств относятся к лесостепной зоне серых лесных почв, оподзоленных, выщелоченных и обыкновенных черноземов. На территории хозяйств чернозёмы занимают более 60 % почв. Долины рек Тула и Верх-Тула хорошо разработаны, рельеф территории представляет приподнятую валообразную равнину, расчлененную логами и балками, что способствует возделыванию полей любыми сельскохозяйственными машинами.

### Климатическая зона
По агрономическому районированию территория относится к умеренно — теплому недостаточно увлажненному агроклиматическому подрайону. Абсолютный максимум температуры воздуха +38° (май — июль), абсолютный минимум — −50° (январь).

## История
Село Пайвино, ранее Чащино, образовано примерно в 1776 году. Село было большое, более 300 дворов, церковь, школа, лавки и магазины купцов, маслозавод.
Согласно справочной книге по Томской Епархии за 1914 год в селе была деревянная однопрестольная церковь в честь Вознесения Господня (построена в 1902 году). Состав прихода: с. Пайвинское Томского уезда, деревня Шилова в 15 верстах, Яркова — 4 версты. Прихожан — 5131 чел. Священник — Марк Алексеевич Попов. На службу поступил 12 февраля 1896 года, рукоположён во священника 1 июля 1897 года, на настоящем месте с 25 июня 1911 года. Псаломщик — Николай Венедиктович Ребрин; из 3-го класса Челябинского духовного училища; утвержден в должности псаломщика в октябре 1905 года; на настоящем месте — с 1907 года. В селе Пайвинском имелась церковно-приходская школа.
Село Шилово образовалось в 1526 году. Оно называлось село у озера Белого (Старошилово). Количество хозяйств 301, население 1423 человека. В основном население состояло из мордовцев и русских. Здесь был сельсовет, школа.
Село Сенчанка (бывшее с. Синичкинское и с. Сенчанское) — примерная дата образования 1850 год. Количество хозяйств 401, население 2041 человек. Здесь была школа, лавка, почтовое отделение.
Согласно справочной книге по Томской Епархии за 1914 год в селе Синичкинском (Сенчанском) была деревянная однопрестольная церковь в честь Введения во храм Пресвятой Богородицы (построена в 1913 году). Состав прихода: с. Синичкинское Томского уезда; прихожан 1855 человек. Священник Алексей Александрович Носов, окончил курс Томской Духовной семинарии, рукоположён во священника к сей церкви 6 августа 1913 года. Псаломщик — Михаил Автономович Шипачев, 25 лет, окончил курс двухклассной школы при Томской церк. Учительской-церковно-приходской школы, на службе с 1911 года, на настоящем месте с 1913 года.
Село Ярково, ранее называлось Кочушкино, было образовано в 1836 году. Имелась школа, изба-читальня, две лавки, сельсовет, почтовое отделение. На основании переписи 1928 года количество хозяйств 211, население 1119 человек, 529 мужчин, 590 женщин.
Ярковский сельсовет был создан из 4 сельсоветов — Шиловского, Дмитриевского, Сенчанского и Ярковского.
Ранее Ярковский сельсовет относился в Верх-Ирменскому району, в настоящее время Ярковский сельсовет входит в состав муниципальных поселений муниципального образования Новосибирского района Новосибирской области.

## Население
| 2002  | 2010  | 2012  | 2013  | 2014  | 2015  | 2016  |
| ----- | ----- | ----- | ----- | ----- | ----- | ----- |
| 6838  | ↗7164 | ↘7077 | ↘6908 | ↘6815 | ↘6814 | ↘6627 |
| 2017  | 2018  | 2019  | 2020  | 2021  |       |       |
| ↘6465 | ↗6610 | ↗6958 | ↗7381 | ↘5280 |       |       |

### Национальный состав
- Русские
- Казахи
- Армяне
- Грузины
- Эстонцы
- Украинцы
- Белорусы
- Алтайцы

## Состав сельского поселения
| № | Населённый пункт | Тип населённого пункта       | Население |
| - | ---------------- | ---------------------------- | --------- |
| 1 | Новошилово       | село                         | ↘772      |
| 2 | Пайвино          | село                         | ↗305      |
| 3 | Сенчанка         | село                         | ↘529      |
| 4 | Шилово           | село                         | ↗179      |
| 5 | Ярково           | село, административный центр | ↘3482     |

## Экономика
Ярковский сельсовет обладает достаточными возможностями развития экономики — природоресурсным, трудовым, производственным потенциалом.
Специализацией поселения является производство продукции сельского хозяйства. Данным видом деятельности занимаются 2 закрытых акционерных общества, ПСХК «Шиловские просторы», 49 крестьянских фермерских хозяйств, 370 личных подсобных хозяйств.